# Waldemar Julsrud
Waldemar Julsrud (* 16. Oktober 1875 in Bremen; † 30. November 1964 in León, Mexiko) war deutscher Kleinteilkaufmann und Hobby-Archäologe. Er wohnte während des Zweiten Weltkrieges zeitweise in Amerika und beschäftigte sich mit den Tarasken, Azteken, Tolteken, Maya, der archäologischen Kultur von Chupícuaro, den Inkas und anderen indianischen Zivilisationen.

## Chupícuaro-Kultur
1923 war Julsrud mit „Padre“ Fray Jose Marie Martinez Mitentdecker der Chupícuaro-Kultur, in einem Ort nordwestlich der mexikanischen Hauptstadt gelegen. Als einige keramische Fragmente bei Chupícuaro gefunden wurden, heuerte Julsrud Personal an, um sie auszugraben.
Diese Entdeckung zog die weltweite Aufmerksamkeit der Archäologen auf sich. Die Fragmente wurden irrtümlicherweise zuerst den Tarasken, später aber einer ganz neuen indigenen Kultur, die nach dem Fundort Chupicuaro genannt wird, zugeordnet. Die Zivilisation der Chupicuaro soll von ungefähr 500 v. Chr. bis 300 n. Chr., also ungefähr tausend Jahre vor den Tarasken, existiert haben.

## Die Figuren von Acámbaro
21 Jahre später, im Jahre 1944, entdeckte Julsrud zufällig bei einem Ausritt die Figuren von Acámbaro nur 13 Kilometer vom Chupicuaro-Fundort entfernt. Die Figuren zeigen verschiedenste Arten von Dinosauriern und sind aus Ton hergestellt. Keines dieser Objekte wurde unter archäologisch kontrollierten Bedingungen gefunden, die Datierung des Materials wird sehr kontrovers betrachtet. Der Erhaltungszustand vieler Exemplare spricht nicht für ein höheres Alter. Sie werden deshalb von Archäologen allgemein als nicht authentisch abgelehnt. Dagegen werden sie im Bereich grenzwissenschaftlicher Vergangenheitsforschung und von Kreationisten weiterhin als Argument herangezogen. Diesbezüglich wird unter anderem auf die 1972 unter Leitung von Froelich G. Rainey am damaligen Applied Science Center for Archaeology (MASCA) des University of Pennsylvania Museum of Archaeology and Anthropology nach der seinerzeit neu entwickelten Thermolumineszenzdatierungs-Methode durchgeführten Datierung von drei Proben auf ein Alter von 2700 bis 2400 Jahren v. Chr. Bezug genommen.